# Isochromodes nigripunctata
Isochromodes nigripunctata là một loài bướm đêm trong họ Geometridae.